# Guerra cleomenea
La guerra cleomenea (229/228-222 a.C.) o cleomenica, dal nome del re di Sparta agiade Cleomene III, fu combattuta da Sparta e l'alleata Elide contro una coalizione composta dalla Lega achea e dal regno di Macedonia. La guerra si concluse con la vittoria dei Macedoni e degli Achei.
Il conflitto può essere diviso in due fasi, una prima (228-226 a.C.) che andò a vantaggio del re spartano e una seconda (225-222 a.C.), che vide l'ingresso nella guerra dei Macedoni e il mutamento degli eventi in sfavore della parte spartana, fino alla definitiva sconfitta di Cleomene a Sellasia e alla conquista, per la prima volta dalla sua fondazione, di Sparta, dove la millenaria diarchia fu sostituita da una repubblica fedele al regno di Macedonia.

## Antefatti
Secondo la testimonianza di Plutarco, le cause della guerra cleomenea sono da ricercarsi nella volontà del re di Sparta Cleomene III, succeduto al padre Leonida II sul trono agiade nel 235 a.C., di rafforzare il suo potere personale ritenendo più opportuno realizzare il suo progetto riformatore in tempo di guerra, forte dei poteri militari che esercitava il re, piuttosto che in tempo di pace, quando gli efori, i supremi magistrati spartani, avevano invece il pieno controllo politico.
Cleomene intendeva infatti portare a termine la riforma finanziaria ed agraria promulgata dal precedente re euripontide Agide IV, collega del padre Leonida, che proprio da quest'ultimo era stato messo a morte. La riforma prevedeva il condono totale dei debiti e la redistribuzione delle terre tra i cittadini con lo scopo di riequilibrare le ricchezze tra gli Spartani: la prospettiva della perdita di gran parte delle proprie ricchezze aveva reso invisa la riforma ai plutocrati e latifondisti spartani, che avevano osteggiato il progetto fino alla condanna morte dello stesso re che l'aveva promulgata.
Dopo la morte di Agide, il trono euripontide passò ad Eudamida III, figlio neonato del re, mentre Leonida costrinse Agiatide, vedova di Agide e madre di Eudamida III, a sposare suo figlio Cleomene. Secondo il racconto di Plutarco fu proprio Agiatide ad illustrare al secondo marito il progetto del primo coniuge, convincendolo a proseguirne la riforma in spregio alla politica conservatrice del padre.

## Battaglie del Monte Liceo

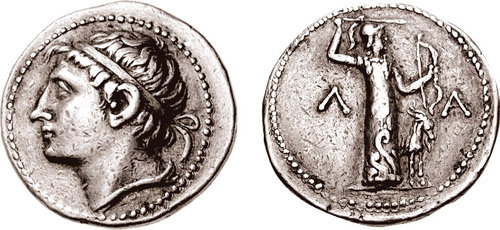
Tetradracma del III secolo a.C. raffigurante Cleomene III sul diritto ed Artemide Orthia sul rovescio.

Poco tempo dopo aver effettuato alcune scorrerie provocatore in Argolide, nell'estate del 227 a.C. Cleomene intervenne in soccorso degli alleati elei, che erano stati attaccati dalla lega achea. Il re di sparta sorprese l'esercito nemico presso il Monte Liceo, situato al confine tra Elide ed Arcadia, mentre si stava ormai ritirando dall'Elide.
La vittoria di Cleomeme nella battaglia del Monte Liceo fu totale, e le perdite tra le linee achee furono numerose, sia in termini di vittime che di prigionieri. Plutarco testimonia che si era addirittura sparsa la notizia infondata che fosse morto in battaglia lo stesso Arato di Sicione, stratego della lega, che però approfittò dell'euforia della vittoria spartana per contrattaccare improvvisamente e a strappare a Cleomene la città di Mantinea, alleata di Sparta.

## Battaglia di Ladocea
Poco tempo dopo la battaglia del Monte Liceo, vi fu un nuovo scontro, nell'estate del 227 a.C., tra le truppe di Cleomene e quelle della lega achea, nella piana tra la fortificazione di Leuttra e la città di Megalopoli in Arcadia, presso una località chiamata Ladocea.
Secondo la testimonianza di Plutarco i cavalieri megalopoliti, guidati da Lidiada, l'ex tiranno della città, ebbero in prima battuta la meglio sugli Spartani. Quando però questi iniziarono a ritirarsi, Arato ordinò alla fanteria di rimanere in posizione mentre Lidiada guidava i cavalieri all'inseguimento dei fuggitivi. I soldati megalopoliti però si dispersero a causa del terreno accidentato e Lidiada fu accerchiato ed ucciso. Successivamente, Cleomene contrattaccò e sbaragliò gli Achei, vincendo così la sua seconda battaglia consecutiva.
Dopo questo successo, Cleomene, eliminati gli efori con un attentato, avviò il suo programma di riforme finanziarie, agrarie e costituzionali, trasformando i poteri regali, che erano fino ad allora solo militari ed esecutivi, in poteri assoluti, condivisi, almeno nominalmente, col fratello Euclida, che aveva associato al trono.

## Battaglia di Dime
Grazie alla riforma, che aveva fatto aumentare il numero di cittadini, Cleomene poté ampliare, rafforzare e riorganizzare l'esercito, grazie al quale il re di Sparta conquistò Mantinea, Tegea e Dime, dove, nei pressi di una località chiamata Ecatombeo (in greco antico: Ἑκατόμβαιον?), gli Spartani, nonostante l'inferiorità numerica, inflissero un'altra sconfitta agli Achei, guidati nell'occasione dallo stratego Iperbata (battaglia di Dime, autunno 226 a.C.)
La disfatta a Dime fu così pesante per la lega che le fonti antiche non danno più testimonianza di movimenti di truppe achee ma solo di guarnigioni di stanza nelle varie città, a dimostrazione della quasi completa distruzione dell'esercito della lega. Arato, inoltre, si ritirò dalla guida della lega, che non poté far altro che invitare Cleomene ad una conferenza di pace presso Lerna. La conferenza però non poté aver luogo a causa di un'improvvisa malattia del re di Sparta. (225 a.C.).

## Intervento macedone
Arato approfittò dell'annullamento della conferenza di pace di Lerna per allearsi col suo storico nemico: il re di Macedonia Antigono III Dosone, nipote di Antigono II Gonata, che diciotto anni prima egli stesso aveva cacciato da Corinto. Ottenuto l'accordo coi Macedoni, Arato fece in modo di annullare anche la nuova conferenza di pace che si sarebbe dovuta svolgere ad Argo.
Cleomene, per tutta risposta, conquistò con l'aiuto di Aristomaco, la stessa Argo, che mai prima d'allora era stata occupata da truppe spartane, e successivamente Fliunte, Sicione e Corinto, con l'esclusione della rocca di Acrocorinto, rimasta in mano agli Achei.
Nel 224 a.C., però, Antigono III Dosone, alla testa del suo esercito, arrivò nel Peloponneso e Cleomene, temendo lo scontro diretto, preferì cercare di stancarlo con una tattica di guerriglia, con l'intenzione di far esaurire al nemico le scorte alimentari. Gli arrivò però improvvisamente la notizia inaspettata della ribellione di Argo, che tentò invano di riconquistare inviando sul posto il patrigno Megistonoo, che fu però sconfitto e morì in battaglia.
Antigono riconquistò Tegea, Mantinea ed Orcomeno, mentre Cleomene riuscì a prendere Megalopoli, che distrusse completamente (223 a.C.).

## Battaglia di Sellasia e fine della guerra
Nel 222 a.C., nella piana di Sellasia, in Laconia, Cleomene affrontò finalmente l'esercito coalizzato acheo-macedone, che disponeva di quasi trentamila opliti e mille cavalieri, mentre il re di Sparta aveva a disposizione circa ventimila opliti, di cui seimila Spartani, e seicento cavalieri.
La battaglia fu cruenta e la disfatta spartana fu completa: secondo la testimonianza di Plutarco, dei seimila soldati lacedemoni, ne sopravvissero solo duecento, ed anche i mercenari al servizio di Sparta furono decimati.
Cleomene riuscì a salvarsi e a fuggire a Gytheio, da dove salpò per Alessandria. Qui fu accolto dal re d'Egitto Tolomeo III e visse per tre anni in una sorta di prigionia dorata, fino al suicidio dopo un estremo tentativo di ribellione (219 a.C.).
L'esercito di Antigono entrò invece in Sparta senza che vi fosse opposta alcuna resistenza. La città, lasciata completamente sguarnita, fu conquistata per la prima volta dalla sua fondazione. Il re di Macedonia abolì la diarchia ed istituì una repubblica fedele al regno di Macedonia. Pochi giorni dopo, il re macedone dovette tornare in patria per fronteggiare un'improvvisa invasione illirica. Plutarco testimonia che se Cleomene fosse riuscito a rimandare la battaglia di soli due giorni, il re macedone non avrebbe ingaggiato lo scontro ma si sarebbe ritirato in Macedonia, lasciando libero Cleomene di trattare la pace con la lega achea a qualsiasi condizione avesse desiderato. La notizia dell'invasione illirica arrivò infatti al re macedone immediatamente dopo la conclusione della battaglia di Sellasia.